# Fuenterrobles

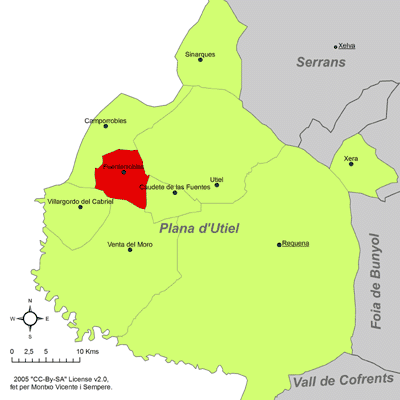
Położenie gminy na mapie comarki Plana de Utiel-Requena

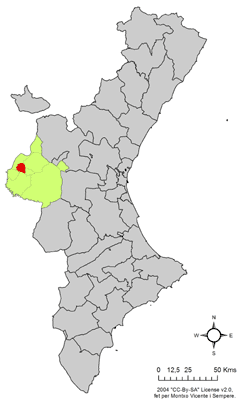
Położenie gminy na mapie Walencji

Flaga gminy

Fuenterrobles – gmina w Hiszpanii, we wspólnocie autonomicznej Walencja, w prowincji Walencja, w comarce Plana de Utiel-Requena.
Powierzchnia gminy wynosi 49,5 km². Zgodnie z danymi INE, w 2005 roku liczba ludności wynosiła 752, a gęstość zaludnienia 15,19 osoby/km². Wysokość bezwzględna gminy równa jest 830 metrów. Współrzędne geograficzne gminy to 39°35’12”N 1°21’56”W. Kod pocztowy do gminy to 46314. Obecnym burmistrzem gminy jest Héctor Monteagudo Viana z PSPV-PSOE.

## Demografia
| 1990 | 1992 | 1994 | 1996 | 1998 | 2000 | 2002 | 2004 | 2005 |
| ---- | ---- | ---- | ---- | ---- | ---- | ---- | ---- | ---- |
| 798  | 739  | 731  | 711  | 719  | 728  | 706  | 737  | 752  |